# リドカイン
リドカイン(lidocaine)は、アミド型の局所麻酔薬である。また、心室頻拍などの治療にも使用される抗不整脈薬でもある。リグノカイン(lignocaine)という一般名としても知られ、キシロカイン(Xylocaine)などの商品名で販売されている。唯一、静脈投与が可能な局所麻酔薬である。局所麻酔や神経ブロックに使用する場合、リドカインは通常、数分以内に作用し始め、30分～3時間持続する。リドカイン溶液を皮膚や粘膜に直接塗布して、その部位を麻痺させることもある（表面麻酔）。局所効果を長持ちさせ、出血を抑えるために、少量のアドレナリンと混合して使用されることも多い。
リドカインは、ヴォーン・ウィリアムズ分類クラスIbタイプの抗不整脈薬でもある。つまり、ナトリウムチャネルを遮断し、心臓の収縮速度を低下させる。神経の近くに注射すると、神経は脳との間で信号を伝達できなくなる。静脈内に注射した場合、錯乱、視覚の変化、しびれ、ちくちくする感覚、嘔吐などの脳への影響を引き起こす可能性がある。 低血圧や不整脈を引き起こすこともある。関節に注射すると軟骨に問題が生じる可能性が懸念されている。妊娠中の使用は一般的に安全と思われる。肝臓に障害のある人は、投与量の減量が必要な場合がある。一般的に、テトラカインやベンゾカインにアレルギーのある人でも安全に使用できる。
リドカインは1946年に発見され、1948年に販売が開始された。世界保健機関（WHO）の必須医薬品リストに掲載されている。ジェネリック医薬品として入手可能である。2020年には、米国で最も処方されている薬の337番目であり、70万件以上の処方があった。

## 適応

### 局所麻酔

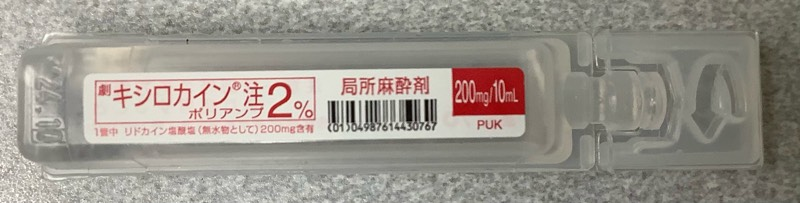
局所麻酔用の製剤。ポリエチレン製アンプル（ポリアンプル）に入っている。

局所麻酔薬としてのリドカインは、急速な作用発現と中間的な有効持続時間が特徴である。したがって、リドカインは浸潤、神経ブロック、表面麻酔に適している。脊髄くも膜下麻酔や硬膜外麻酔では、ブピバカインのような作用時間の長い局所麻酔薬が優先して用いられることがあるが、リドカインには効果発現が速いという利点がある。アドレナリンをリドカインに添加すると動脈を収縮させ、出血を抑え、またリドカインの組織から血管内への吸収を遅らせるため、麻酔の持続時間が延長する。
リドカインは、歯科で最も一般的に使用される局所麻酔薬の1つである。リドカインは、治療の種類や口腔内の部位に応じて、神経ブロックや浸潤など複数の方法で投与されることが多い。
表面麻酔では、内視鏡検査や気管挿管前などにいくつかの製剤を使用できる。リドカインの点眼は、短時間の眼科処置に使用できる。神経障害性疼痛および植皮のドナー部位の疼痛に対する外用リドカインの暫定的エビデンスがある。尿道カテーテル留置時には2%ゼリー製剤が用いられる。局所麻酔薬として、早漏の治療にも用いられる。日本では、日本麻酔科学会のガイドライン上は、局所麻酔薬に早漏の適応はない。
5％濃度のリドカインをハイドロゲル創傷被覆材に封入した粘着性経皮吸収パッチは、帯状疱疹後神経痛の軽減のためにアメリカ食品医薬品局によって承認されている。経皮吸収パッチは、神経の圧迫や手術後の持続的な神経痛など、他の原因による痛みにも使用される。

### 抗不整脈薬

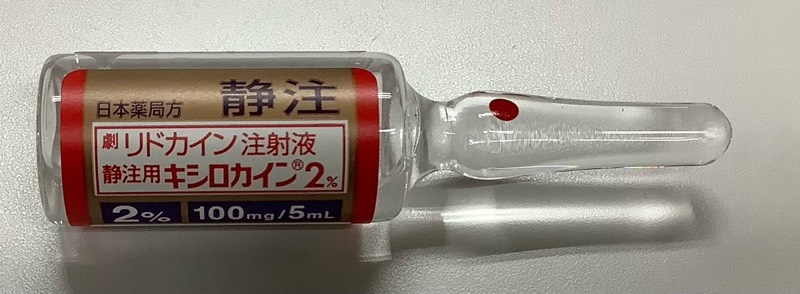
静脈注射用の製剤。ガラスアンプルに入っている。

リドカインは、最も重要なヴォーン・ウィリアムズ分類クラス1bの抗不整脈薬でもある。アミオダロンが入手できないか禁忌の場合、心室性不整脈の治療（急性心筋梗塞、ジゴキシン中毒、カルディオバージョン、心臓カテーテル治療）に静脈内投与で使用される。このような適応においては、リドカインは除細動、心肺蘇生、血管収縮薬が開始された後（それらが必要とされる状況ならば）に投与されるべきである。

### 抗痙攣薬
新生児発作（neonatal seizure）の治療に関する2013年のシステマティック・レビューでは、フェノバルビタールで発作を止められなかった場合の第二選択として、リドカインの静脈内投与が推奨されている。

### その他
リドカイン静注はまた、オピオイドの減量、回避を目的として慢性疼痛および手術に伴う急性期の疼痛の鎮痛にも使用される。この使用に関するエビデンスの質は低いため、プラセボまたは硬膜外麻酔と比較することは困難である。
吸入リドカインは、末梢に作用して咳嗽反射を抑える咳止めとして使用できる。この使用法は、全身麻酔から覚醒する際の咳の発生率や気管への侵襲を減少させるため、気管挿管が必要な患者の安全対策・鎮痛手段として実施できる。
リドカインは、エタノール、アンモニア、酢酸とともに、クラゲ刺傷の治療にも役立ち、患部を麻痺させ、さらなる刺胞の排出を防ぐことができる。
胃炎においては、粘性リドカイン製剤を飲むと痛みが和らぐことがある。

## 副作用
リドカインが局所麻酔薬として使用され、正しく投与される場合、薬物有害反応（Adverse drug reactions: ADR）はまれである。麻酔目的の（抗不整脈作用目的では無く）リドカインに関連するADRのほとんどは、投与手技（血管内誤注入や過量投与など）または麻酔薬そのものの薬理学的作用に関連しており、麻酔アレルギーはまれにしか起こらない。過剰量のリドカインへの全身曝露は、主に中枢神経系および心血管系の作用を惹起する。中枢神経系作用は通常、低血漿濃度で起こり、心血管作用は高濃度でさらに現れるが、低濃度でもショックが起こることがある。臓器別のADRは以下の通りである。
- 中枢神経系の興奮：神経過敏、興奮、不安、口周囲のしびれ（口周囲パレステジア（英語版））、頭痛、感覚過敏、振戦、めまい、瞳孔変化、精神症状、多幸感、幻覚、痙攣。
- 中枢神経系の抑制：血漿濃度増加とともに以下の症状が出現する。傾眠、嗜眠（英語版）、ろれつが回らない、痺れ、錯乱、見当識障害、意識消失（英語版）。
- 心血管系：低血圧、徐脈、不整脈、潮紅、静脈うっ血、除細動閾値の上昇、浮腫、心停止。これらの一部は呼吸抑制に続発する低酸素血症による可能性がある[32]。
- 呼吸器：気管支痙攣、呼吸困難、呼吸抑制または呼吸停止。
- 消化器：金属味、吐き気、嘔吐
- 耳: 耳鳴り
- 眼：局所熱感、結膜充血、角膜上皮変化・潰瘍、複視、視覚変化（混濁）
- 皮膚：かゆみ、色素脱失、発疹、蕁麻疹、浮腫、血管浮腫、打撲、注射部位の静脈炎、表面麻酔時の皮膚の刺激症状
- 血液: メトヘモグロビン血症
- 関節: 多量のリドカインは軟骨に対して毒性があり、関節内注入は軟骨融解（英語版）を引き起こす可能性がある[33]。
- アレルギー

リドカインの静脈内投与に関連するADRは、上記の全身曝露による毒性作用と同様である。これらは用量に関連し、注入速度が速い（3mg/分以上）ほど頻度が高くなる。一般的なADRには以下が含まれる：頭痛、めまい、眠気、錯乱、視覚障害、耳鳴り、振戦、パレステジア。リドカインの使用に関連するまれなADRには、低血圧、徐脈、不整脈、心停止、筋攣縮、痙攣発作（seizure）、昏睡、呼吸抑制がある。
鼻、耳、手指、足指などの部位を含め、アドレナリンなどの血管収縮薬とともにリドカインを使用することは一般的に安全である。これらの部位に使用した場合の組織壊死の懸念が提起されているが、これらの懸念を支持するエビデンスは無い。
脊髄くも膜下麻酔にリドカインを使用すると、一過性の神経症状（Transient Neurological Symptoms: TNS、手術直後に経験することがある疼痛症状）のリスクが増大する可能性がある。プリロカイン、プロカイン、ブピバカイン、ロピバカイン、レボブピバカインなどの代替麻酔薬を使用すると、TNSを発症するリスクが低下する可能性があることを示唆する弱いエビデンスがいくつかある。脊髄くも膜下麻酔に使用される2-クロロプロカインおよびメピバカインは、TNSのリスクがリドカインと同程度であることを示唆する質の低いエビデンスはある。

### 相互作用
CYP3A4およびCYP1A2のリガンドであるあらゆる薬物は、それぞれリドカインの代謝酵素を誘導するか阻害するかによって、血清中濃度および毒性を増加させるか、または血清中濃度および効果を減少させる可能性がある。メトヘモグロビン血症の可能性を増加させる可能性のある薬剤も慎重に検討すべきである。ドロネダロンとモルヒネリポソーム製剤は、いずれもリドカイン血清中濃度を上昇させる可能性があるため禁忌であるが、その他数百の薬物で相互作用のモニタリングが必要である。

### 禁忌
リドカイン（静脈内投与）の禁忌は以下の通り：
- 第2度または第3度の房室ブロック（ペースメーカーを使用しない場合）
- 重度の洞房ブロック（英語版）（ペースメーカーなし）
- リドカインまたはアミド型局所麻酔薬に対する重篤な薬物有害反応の既往
- キニジン、フレカイニド、ジソピラミド、プロカインアミド（クラスI抗不整脈薬）との併用
- アダムス・ストークス症候群[37]
- ウォルフ-パーキンソン-ホワイト症候群[37]
- リドカインビスカス（粘性溶液）は、小児および乳児の歯痛の治療にはアメリカ食品医薬品局（FDA）によって推奨されていない[38]。

エピネフリン添加製剤はリドカイン一般の禁忌に加えて以下の禁忌が加わる。
- 高血圧、動脈硬化、心不全、甲状腺機能亢進、糖尿病のある患者及び血管攣縮の既往のある患者
- 狭隅角や前房が浅いなど眼圧上昇の素因のある患者
- 次の薬剤を投与中の患者
  - ブチロフェノン系・フェノチアジン系等の抗精神病薬、α遮断薬
  - イソプロテレノール等のカテコールアミン製剤、アドレナリン作動薬

慎重投与は以下の通り。
- 不整脈に起因しない低血圧
- 徐脈
- 促進心室固有調律（Accelerated idioventricular rhythm）（英語版）
- 高齢者
- エーラス・ダンロス症候群、局所麻酔薬の効果が減弱することがある[40]。
- 偽コリンエステラーゼ欠損症（英語版）
- 関節内注入（これは承認された適応ではなく、軟骨融解（英語版）を引き起こす可能性がある[41]。）
- ポルフィリン症、特に急性間欠性ポルフィリン症。リドカインは肝酵素を誘導するため、ポルフィリン誘発性に分類されているが[42]、そうではないことを示唆する臨床的エビデンスがある[43]。ブピバカインは安全な代替薬である。
- 肝機能低下-リドカインは肝臓で代謝されるため、肝機能が低下している人は、リドカインの反復投与で有害反応を起こすことがある。副反応には、神経症状（めまい、吐き気、筋痙攣、嘔吐、痙攣など）が含まれることがある[44]。

### 過量投与
リドカインの過量投与は、表面麻酔または非経口投与による過剰投与、小児（過量投与に陥りやすい）による局所製剤の偶発的な経口摂取、（皮下、髄腔内、または傍頸管ではなく）偶発的な静脈内注射、または美容整形手術中の皮下浸潤麻酔（膨潤麻酔（Tumescent anesthesia））によって生じ得る。リドカインは、重篤な心疾患の治療において抗不整脈薬として静脈内投与されることも多い。
このような過量投与は、しばしば小児および成人の両方で重篤な毒性または死亡に至っている（局所麻酔薬中毒、ないしは局所麻酔薬全身毒性（Local Anesthetic Systemic Toxicity: LAST））。
症状には、舌のしびれ、めまい、耳鳴り、視覚障害、けいれん、昏睡に進行する意識低下などの中枢神経系症状、呼吸停止および心血管障害が含まれる（症状詳細は前述）。リドカインは中毒の可能性のある被害者の診断を確定するため、または致死的過剰摂取の場合の法医学的捜査を支援するために、血液、血漿、または血清で定量されることがある。血漿濃度が5μg/mLに至れば、中等度の中枢神経症状が、12μg/mLを越えれば痙攣を生じるリスクがある。
LASTを治療するためには、脂質乳剤（通常は非経口栄養に使用）を静脈内投与する治療が一般的になっている。

## 性質
リドカインは、白色から微黄色の結晶あるいは結晶性の粉末である。メタノール又はエタノールに極めて溶解しやすい。酢酸あるいはジエチルエーテルに溶解しやすい。水に不溶解である。希塩酸に溶解する。なお、リドカインはそのままでは水に溶けにくいため、リドカインを希塩酸(HCl)に規定量を溶解させて得た塩酸リドカイン(C14H22N2O・HCl)を注射薬とし、日本薬局方において「リドカイン注射液」と称する。塩酸リドカイン注射液は、水性で無色澄明の液体である。

## 薬理学

### 作用機序
リドカインは、活動電位の伝搬を担うニューロン細胞膜の速い電位依存性ナトリウムチャネルの不活性化を延長することにより、ニューロンにおける信号伝導を変化させる。十分な遮断がなされれば、電位依存性ナトリウムチャネルは開かず、活動電位は発生しない。注意深い滴定投与により、感覚ニューロンの遮断に高い選択性を持たせることができるが、高濃度では他の種類のニューロンにも影響を及ぼす。
心臓におけるこの薬物の作用も同じ原理である。心臓の筋細胞と同様に伝導系のナトリウムチャネルを遮断することで、脱分極閾値が上昇し、心臓が不整脈を引き起こす可能性のある初期活動電位を開始または伝導しにくくなる。

### 薬物動態
注射薬として使用された場合、通常4分以内に作用し始め、30分～3時間持続する。リドカインは、主にCYP3A4によって肝臓で約95%代謝（脱アルキル化）され、薬理学的に活性な代謝物モノエチルグリシネキシリジド（Monoethylglycinexylidide: MEGX）になり、その後不活性なグリシネキシリジド（Glycinexylidide）になる。MEGXはリドカインよりも半減期が長いが、ナトリウムチャネル遮断作用も弱い。リドカインの分布容積は1.1L/kg～2.1L/kgであるが、うっ血性心不全では減少する。約60%～80%がα1酸性糖タンパク質と結合して循環する。経口バイオアベイラビリティは35%、外用バイオアベイラビリティは3%である。
咽頭・気管内投与では、吸収が早く、2mg/kgの投与で10分後に血中濃度は最高濃度の2.5μg/mLに達する。
リドカインの消失半減期は二相性で、ほとんどの患者で約90分から120分である。肝不全またはうっ血性心不全の患者では延長することがある（それぞれ、平均343分と平均136分）。リドカインは尿中に排泄される（90％が代謝物として、10％が未変化体として）。

## 歴史
アミド型局所麻酔薬（それ以前はエステル型）であるリドカインは、1943年にスウェーデンの化学者ニルス・ロフグレンによって「キシロカイン」の名で初めて合成された。彼の同僚であったベングト・ルンドベリは、自分自身に対して最初の注射麻酔実験を行った。リドカインは1949年に初めてアストラAB（現アストラゼネカ）より上市された。日本での薬価収載は1955年。リドカインは1950年代以降、その抗不整脈作用から、心筋梗塞や心臓手術後の心室性不整脈を予防するために何十年も用いられてきた。しかしながら、コクランのシステマティック・レビューによれば、心筋梗塞後のルーチンの予防的投与は、全体的な有益性が証明されておらず、もはや推奨されていない。日本では静注用製剤には2%と10%の二種類の製剤が存在していたが、取り違え事故が後を絶たないため、10%製剤は2005年で販売中止となった。
日本の一般用医薬品においては、1950年代に藤沢薬品工業（現第一三共ヘルスケア）が「キシロ」の商品名で外傷用の軟膏として販売を開始した。天籐製薬の「ボラギノール」、大正製薬の「ブリザ」などの痔疾用軟膏にもリドカインが用いられている。日本における商標権は、「キシロカイン」「Xylocaine」はアストラAB、「キシロ」は藤沢薬品工業が有していたが、現在はいずれもスイスのサンドが保有する。

## 社会と文化

### 剤形
リドカインは、通常、塩酸塩の形態で、多くの外用薬、注射または注入用の溶液など、様々な剤形が入手可能である。 また、皮膚に直接貼る経皮吸収パッチとしても入手可能である。

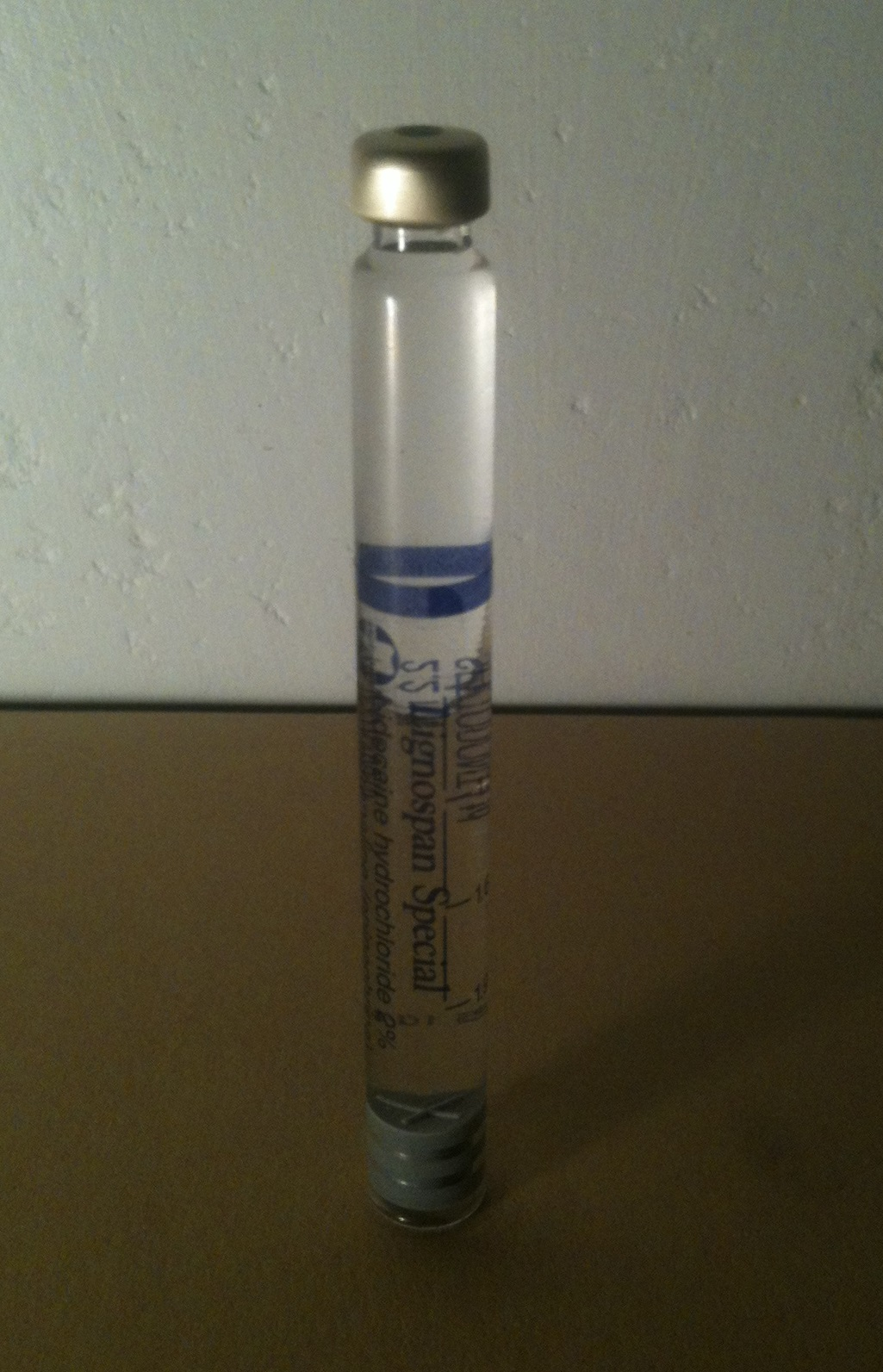
歯科用カートリッジ入りエピネフリン1：80,000添加注射用2％塩酸リドカイン溶液（エピネフリン濃度は12.5µg/ml）
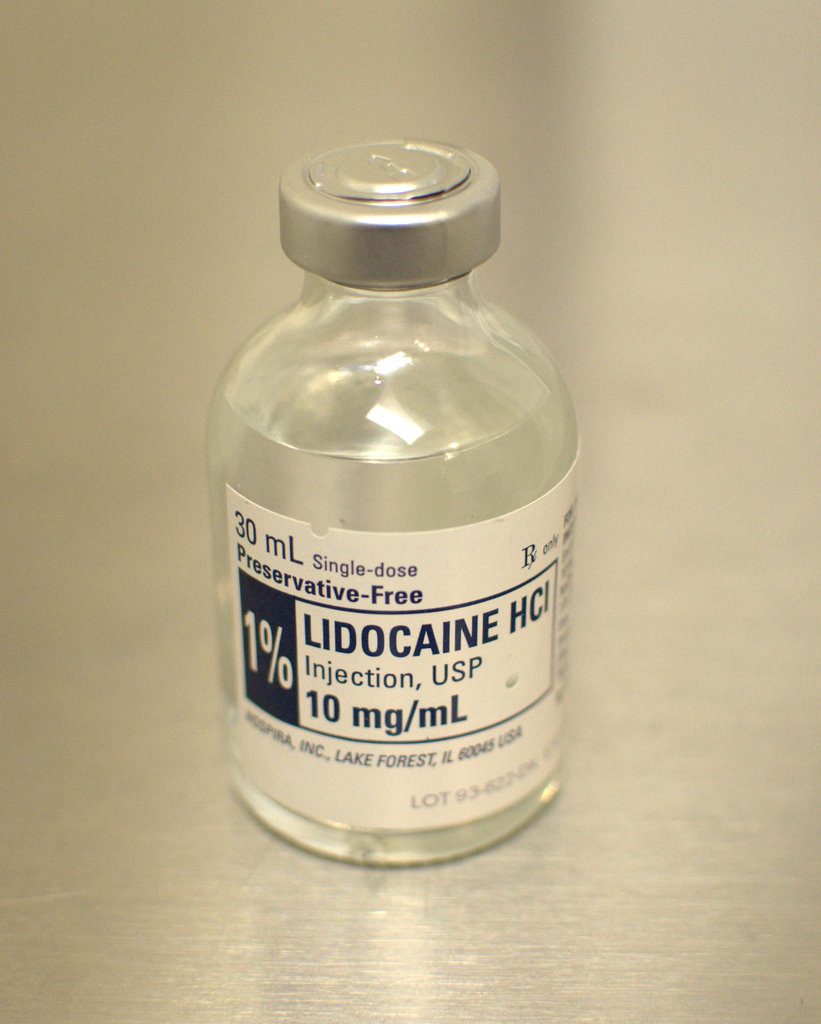
塩酸リドカイン1%注射液
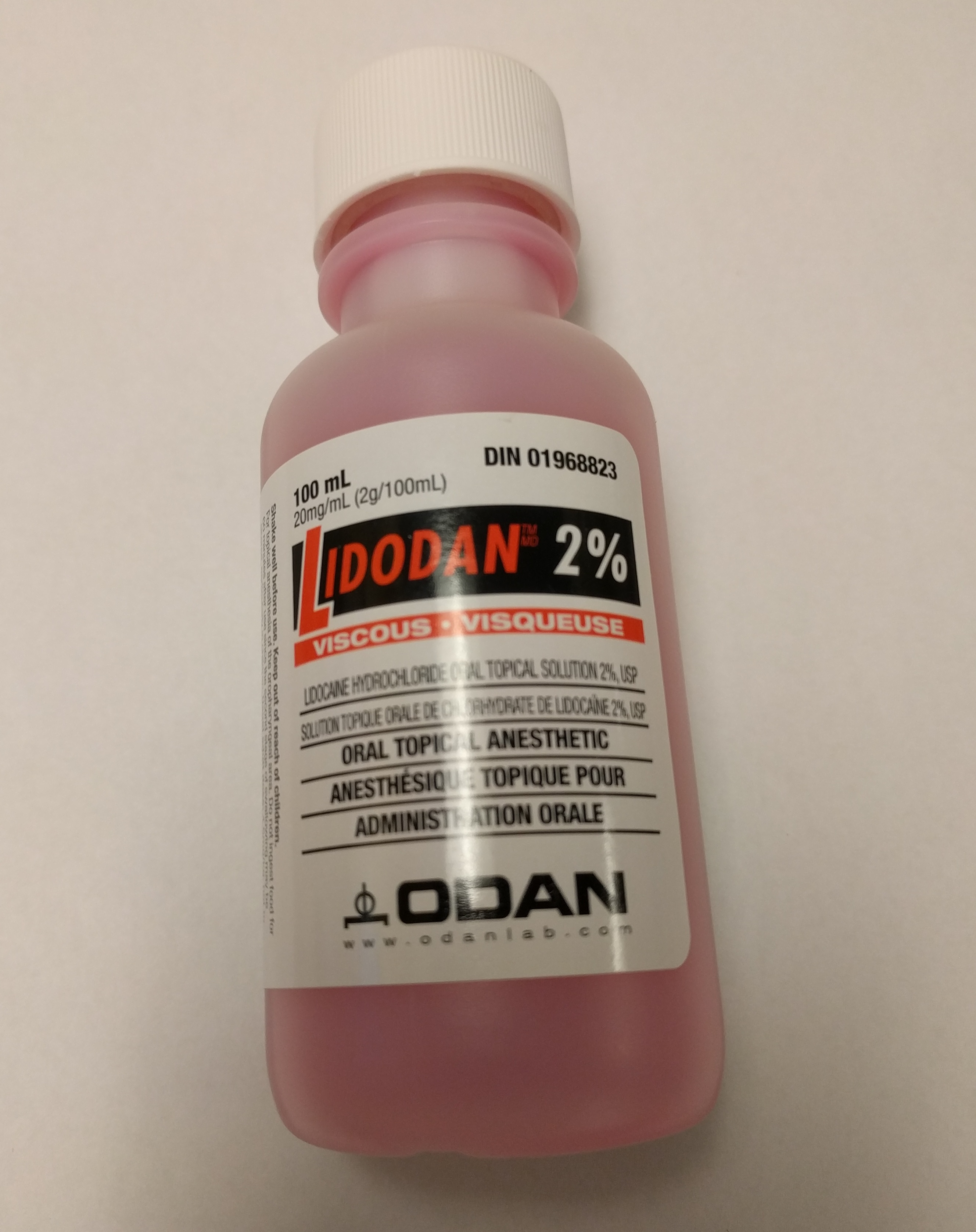
2%リドカインビスカス（粘性溶液）

### 語源
リドカインは国際一般名（International Nonproprietary Name: INN）、英国一般名（British Approved Name: BAN）、オーストラリア一般名（Australian Approved Name: AAN）であり、リグノカインは旧BANおよび旧AANである。オーストラリアでは、少なくとも2023年までは新旧両方の名称が製品ラベルに表示される。
キシロカイン（Xylocaine）はブランド名で、主要な合成残基である2,6-キシリジンを指す。"Xylo"はギリシャ語で木を意味し、"Ligno"はラテン語で同じ意味であることから、「リグノ」という接頭辞が選ばれた。リドカインの"lido"という接頭辞は、この薬物が化学的にアセトアニリド（acetanilide）に関連しているという事実を指している。

### レクリエーショナルドラッグ
2021年現在、リドカインはスポーツでの使用が禁止されている物質として世界アンチ・ドーピング機構によってリストアップされていない。コカインやヘロインなどのストリートドラッグの混入物、希釈剤として使用されている。ボディビルダーが使用するシンソール（筋肉内注入オイル）の3つの一般的な成分の1つである。

### コカインの添加物
リドカインは希釈剤としてコカインに添加されることが多い。コカインとリドカインはどちらも塗布すると歯茎を麻痺させる。このため、実際には希釈された製品を受け取っているにもかかわらず、使用者には高品質のコカインであるかのような印象を与える。

### 局方
- 日本薬局方15
- アメリカ薬局方（英語版） 31[81]

## 動物用医薬品
- 馬や犬の安楽死に使用される動物用医薬品トリブタメの成分（他の成分はエンブトラミド（英語版）とクロロキン）である[82][83]。